# Saint-Geniez-d’Olt
Saint-Geniez-d’Olt – miejscowość i dawna gmina we Francji, w regionie Oksytania, w departamencie Aveyron. W dniu 1 stycznia 2016 roku z połączenia sześciu ówczesnych gmin – Aurelle-Verlac oraz Saint-Geniez-d’Olt – powstała nowa gmina Saint Geniez d’Olt et d’Aubrac. Siedzibą gminy została miejscowość Saint-Geniez-d’Olt. W 2013 roku populacja Saint-Geniez-d’Olt wynosiła 2018 mieszkańców. Nazwa miejscowości pochodzi od imienia św. Genezjusza.

## Zabytki
Zabytki w miejscowości posiadające status monument historique:
- Couvent des Pénitents
- kościół św. Genezjusza (fr. Église Saint-Geniez)
- przytułek (fr. hospice)
- Hôtel du Ravieux
- Hôtel de Ricard